# Saitoa peruviana
Saitoa peruviana là một loài rêu trong họ Pottiaceae. Loài này được (R.S. Williams) R.H. Zander mô tả khoa học đầu tiên năm 1989.